# Hsieh Yu-hsing
Hsieh Yu-hsing (chin. trad. 謝裕興, chin. upr. 谢裕兴, pinyin Xiè Yùxīng; ur. 23 lipca 1983 roku) – tajwański badmintonista. Zakwalifikował się do Letnich Igrzysk Olimpijskich 2008 odbywających się w Pekinie. W pierwszym meczu pokonał Irańczyka Kaveha Mehrabiego (21:16, 21:12), następnie Wietnamczyka Nguyễn Tiến Minh (21:16, 15:21, 21:15). W 1/8 finału w trzysetowym pojedynku wygrał z Wong Choong Hannem z Malezji (14:21, 21:17, 21:18). W ćwierćfinale przegrał z Chińczykiem Chen Jinem, zajmując ostatecznie 5. miejsce.